# شنة آسيوية
شنة آسيوية (الاسم العلمي: Channa asiatica) (بالإنجليزية: Small snakehead)‏ هي نوع من الأسماك تتبع جنس الشنة من فصيلة الشنات.